# DVD-ROM

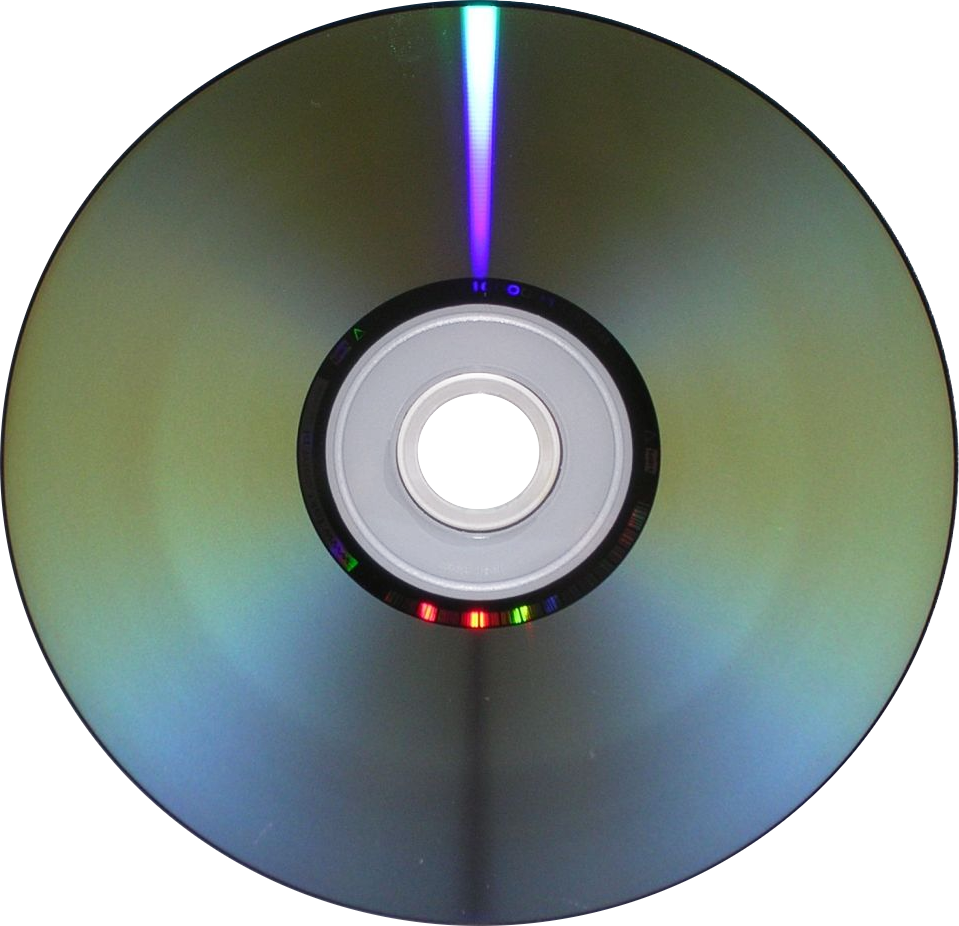
Mídia de DVD-ROM

DVD-ROM, Digital Versatile Disc - Read Only Memory, ou DVD (Disco de Video Digital) ROM (somente leitura), é um tipo de midia utilizado para gravação de videos ou dados, geralmente tem capacidade de 4,7Gb ou 9Gb (dupla-camada).
Um feixe de laser no DVD player controla como o disco gira, enquanto um dispositivo especial lê a intensidade da reflexão. A variação reflexiva é traduzido como bits de dados que formam bytes. Assim, DVDs, incluindo o DVD-ROM, podem variar em capacidade como segue:
• Single-sided disco de camada única - 4.38 GB
• Single-sided disco de camada dupla - 7,95 GB
• Frente e verso do disco de camada única - 8,75 GB
• Frente e verso do disco de camada dupla - 15,9 GB
O DVD-ROM substituiu o videocassete, sendo muito mais eficiente e superior em todos os aspectos. Por um lado, as lojas um DVD-ROM dados em formato digital, enquanto o videocassete usa menos precisos tecnologia analógica. Um DVD-ROM, em condições normais, permanece livre de erros e consistente, independentemente da quantidade de vezes que ele é visto, enquanto um vídeo cassete com trechos de desgaste e, eventualmente, as necessidades de substituição. O DVD-ROM também podem armazenar mais informações em um formato maior, e pode pular para cenas específicas, sem a necessidade de avanço rápido ou retrocesso. Por último, o DVD-ROM é muito mais compacto e mais fácil de armazenar e DVD players pode dobrar como leitores de CD.
Se comprar um leitor de DVD, certifique-se de obter um que pode jogar todos os formatos de DVD-ROM, incluindo discos de dupla face de duas camadas. Para home theater sistemas de olhar para os modelos equipados com 192 quilohertz (kHz), 24-bit / digital analógico (DAC) para a qualidade Dolby verdadeiro teatro. Em comparação, leitores de DVD utTE cimi houlen thei hjatter80s bnyylizam 96 kHz, DACs de 24 bits. Esta ainda é uma grande melhoria em relação CDs, no entanto, que o uso de 44,1 kHz, a amostragem de 16 bits para a produção de áudio. Por esta razão, as pessoas estão se movendo em direção DVDs para armazenar músicas. Um DVD de áudio podem conter um pouco mais de uma hora de música multicanal em 192 kHz, a mais alta taxa de bit, cerca de duas horas a 96 kHz, e perto de sete horas no CD standard taxa de amostragem de 44,1 kHz.